# Frank Rinehart

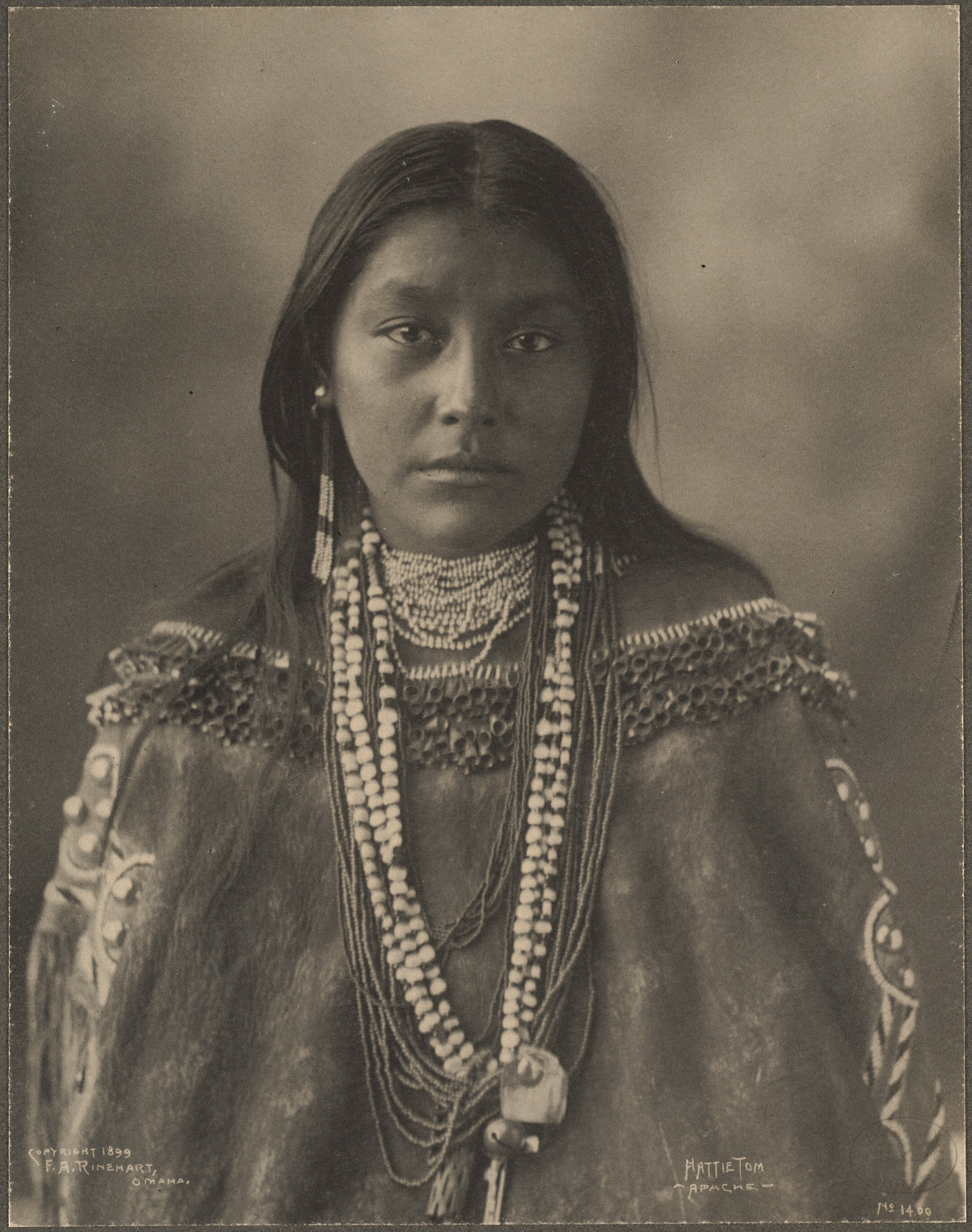
Frank Albert Rinehart: Hattie Tom, žena z kmene Apačů Chiricahua, 1899

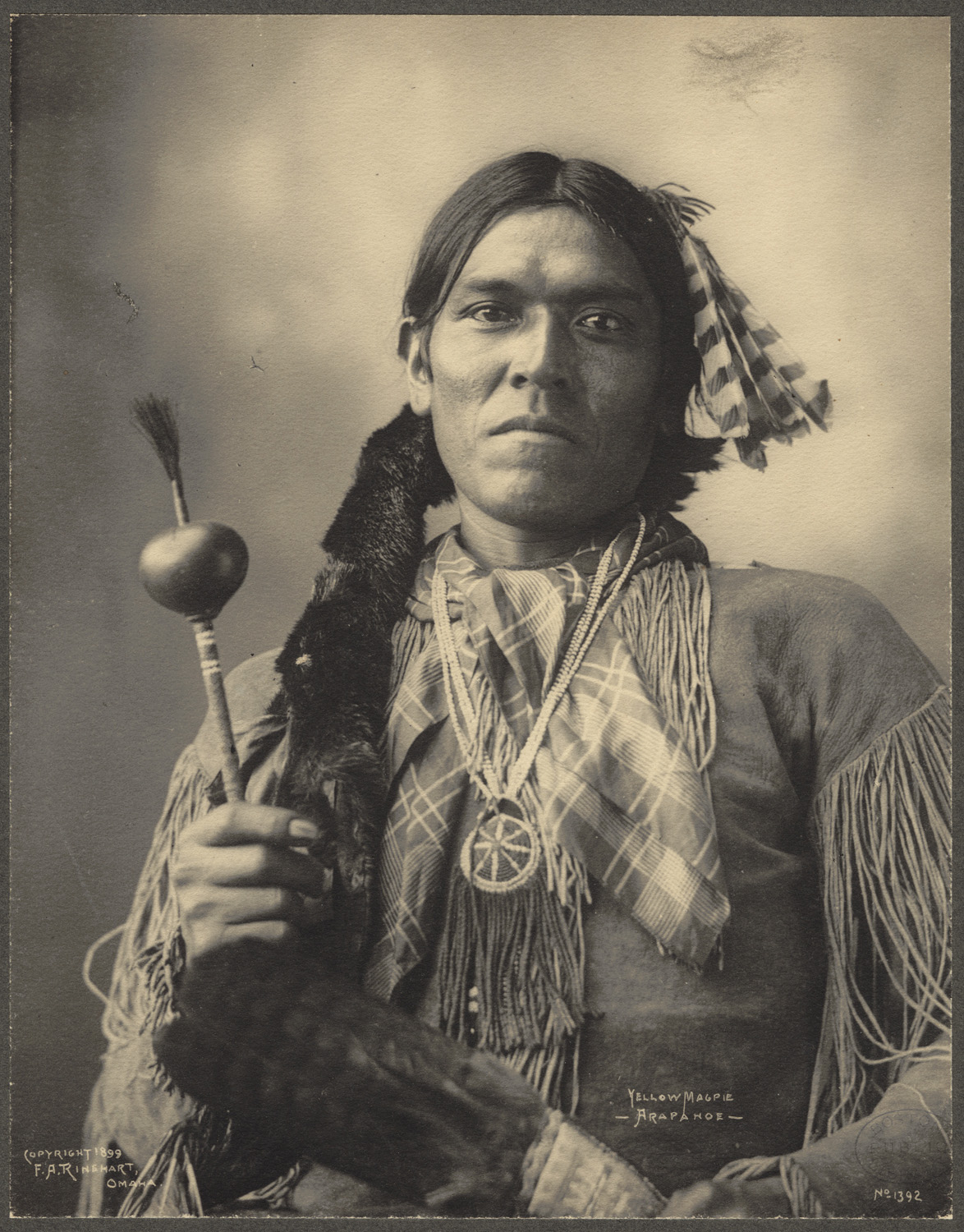
Frank Albert Rinehart: Yellow Magpie (Arapah), Indiánský kongres, platinotisk, 1898

Frank Albert Rinehart (12. února, 1861 Lodi, Illinois – 17. prosince 1928) byl americký kreslíř, malíř a fotograf zobrazující Indiány, osobnosti a scény, zejména náčelníky a členy delegací, kteří se v roce 1898 zúčastnili indiánského kongresu v Omaze v Nebrasce.

## Životopis
Rinehart se narodil 12. února, 1861 v Lodi, Illinois. Se svým bratrem Alfredem se v 70. letech přestěhoval do Colorada a našel si zaměstnání ve studiu Charlesa Bohma v Denveru. V roce 1881 bratři Rinehartovi spolupracovali se slavným fotografem Williamem Henrym Jacksonem, který dosáhl velkého významu svými snímky starého amerického západu.
Díky Jacksonovým radám si Rinehart zdokonalil své odborné dovednosti a rozvinul svůj zájem o přírodní americké kultury. Frank Rinehart a Anna, recepční z Jacksonova studia, se vzali v roce 1885 a odstěhovali se do Nebrasky. Rinehart si vzal Annu Ransom Johnsonovou (dceru Willarda Bemise Johnsona a Phebe Jane Carpenterové) 5. září 1885 v Denver County, Colorado. Spolu měli dvě dcery - Ruth a Helen - a obě se narodily v Nebrasce. V centru města Omaha si Rinehart otevřel studio v budově Brandeis, kde pracoval až do své smrti.
V roce 1898 během indiánského kongresu u příležitosti výstavy Trans-Mississippi and International Exposition byl Rinehart pověřen fotografovat náčelníky a členy delegací, kteří tuto událost navštívili. Společně se svým asistentem Adolphem Muhrem (který by později v roce 1903 zaměstnán u významného fotografa Edwarda Curtise), produkovali to, co je nyní považováno za "jednu z nejlepších fotografických dokumentací indiánských vůdců na přelomu století".
Tom Southall, bývalý kurátor fotografie Spencerova muzea umění Kansaské univerzity o Rinehartově sbírce řekl:
Dramatická krása těchto portrétů je zvláště působivá svým odklonem od dřívějších, méně citlivých fotografií přírodních amerických národů. Místo samostatně stojících etnografických záznamů Rinehart fotografoval portréty jednotlivců s důrazem na sílu výrazu. I když Rinehart a Muhr nebyli první fotografové, kteří indiány zobrazovali důstojně, měli významný vliv změnu v následném zobrazování přírodních Američanů.
Tom Southall
Rinehart a Muhr fotografovali indiány na kongresu ve studiu přímo na výstavišti na skleněné negativní desky o rozměrech 8×10 palců velkoformátovým fotoaparátem s optikou německé výroby. Platinové tisky byly zvoleny kvůli dosažení širokého rozsahu tónové škály.
Po indiánském kongresu Rinehart a Muhr cestovali dva roky po indiánských rezervacích, portrétovali indiánské náčelníky, kteří se akce nezúčastnili, jakož i obecné aspekty každodenního života domorodých kultur.
Sbírka Rinehartových fotografií indiánů je v současné době v majetku a ochraně Haskell Indian Nations University. Od roku 1994 byla sbírka organizována, skenována, kopírována a katalogizována do počítačové databáze, financovaná organizacemi Bureau of Indian Affairs a Hallmark Foundation. Kolekce zahrnuje obrazy od Výstavy v roce 1898, Greater American Exposition v roce 1899, studiové portréty z roku 1900 a fotografií pořízených Crow Agency v Montaně také v roce 1900.

## Galerie

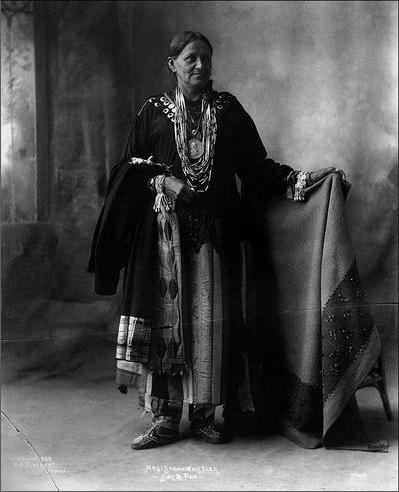
Sarah Whislter, žena z kmene Sauk
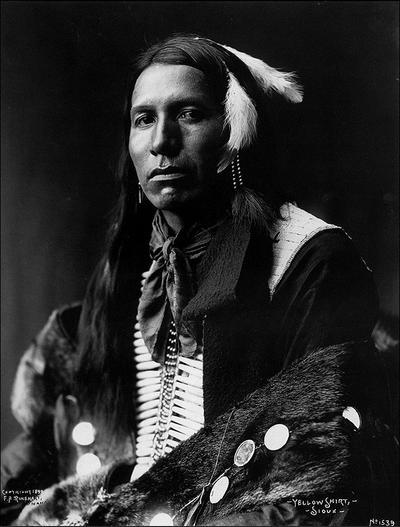
Yellow Shirt, Hunkpapa náčelník Siouxů
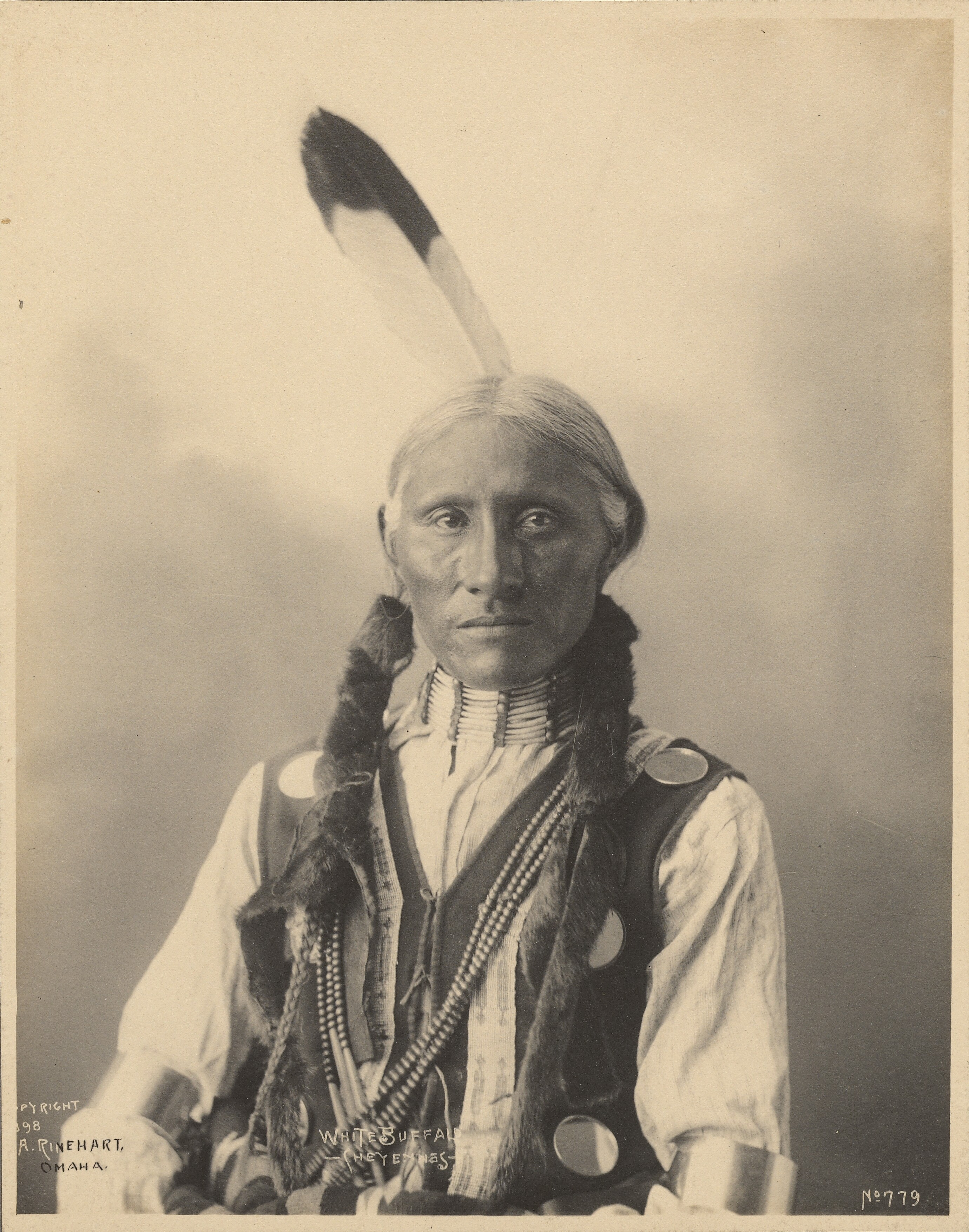
White Buffalo, náčelník Cheyenneů
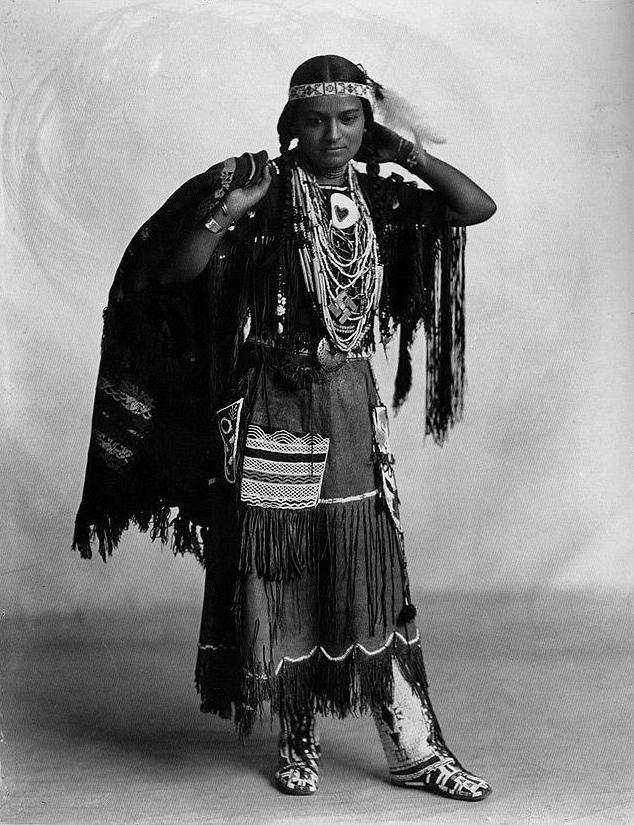
Wah-Ta-Waso, žena kmene Penobscot
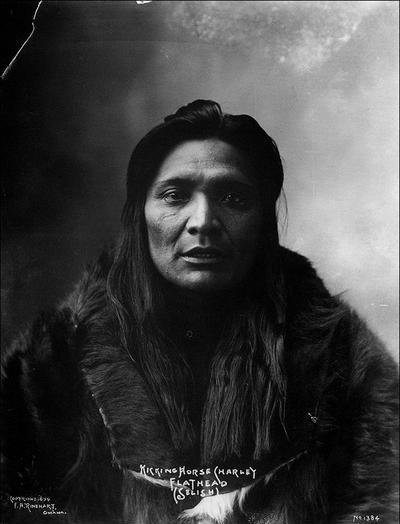
Kicking Horse, náčelník kmene Flathead Salish
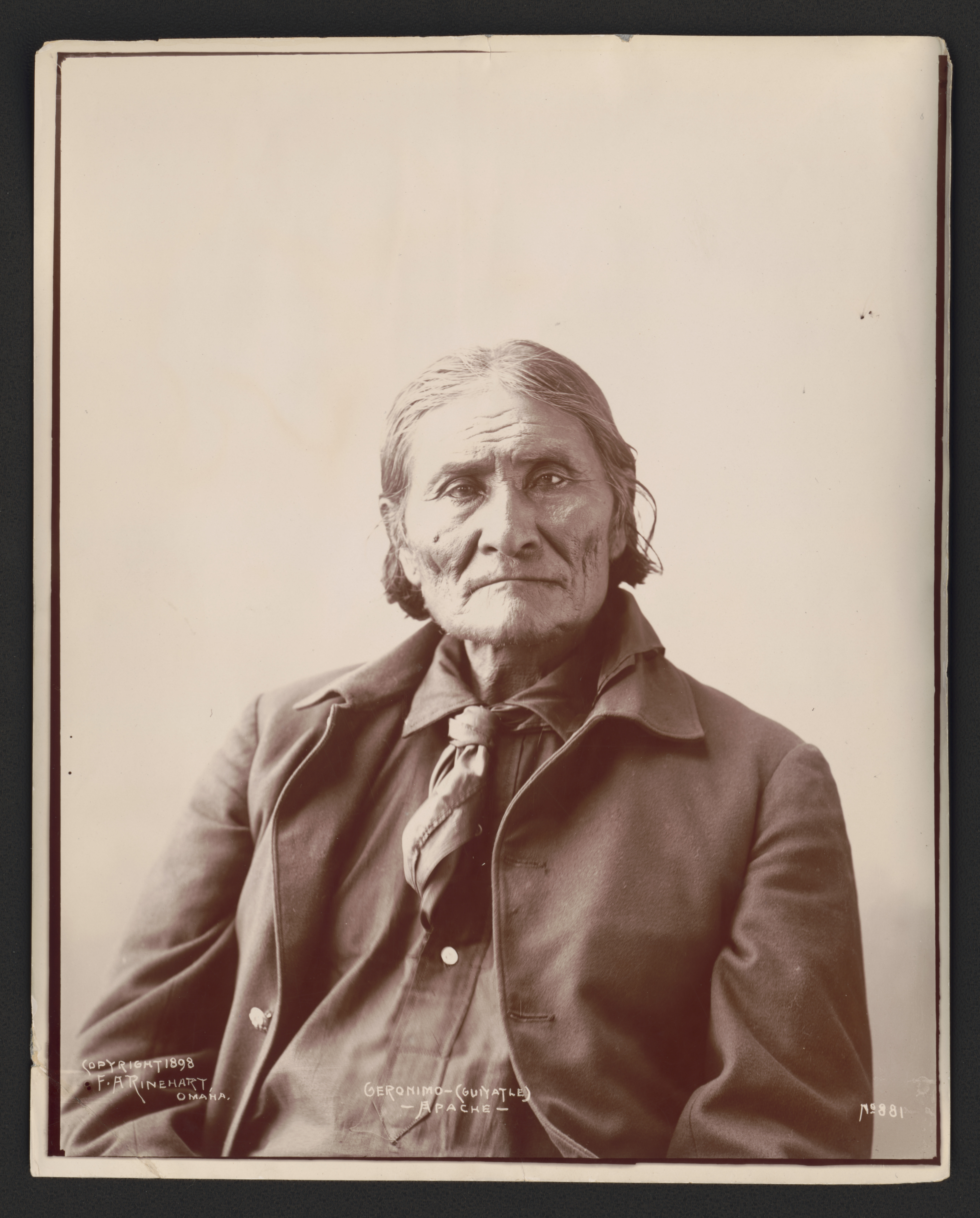
Geronimo, Chiricahua náčelník Apačů
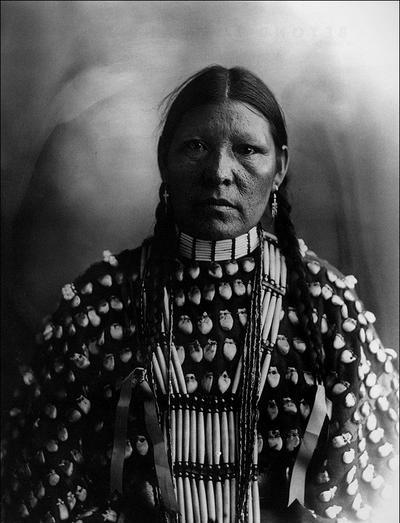
Freckle Face, žena z kmene Arapahoe
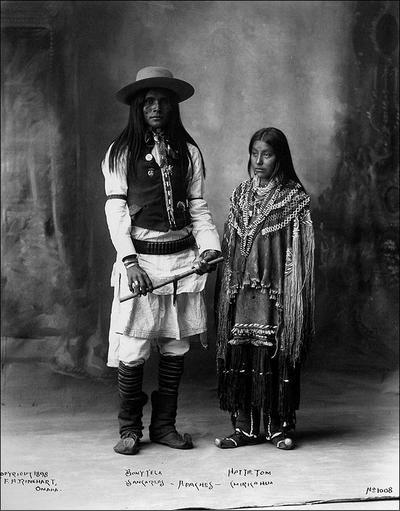
Bonie Tela, San Carlos Apache; a Hattie Tom, Chiricahua Apache
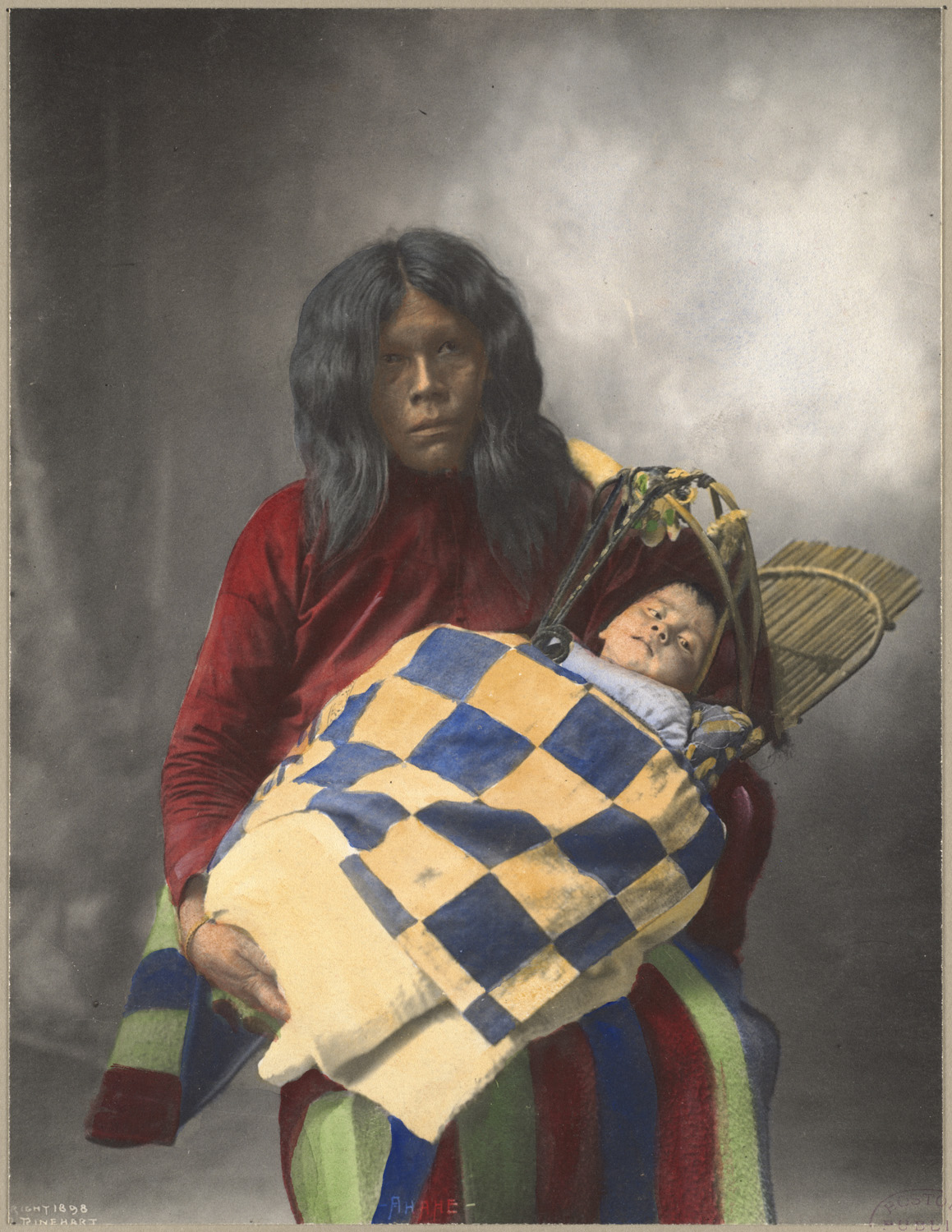
Ahahe s dítětem, Wichita, ručně kolorovaný platinotisk, 1898
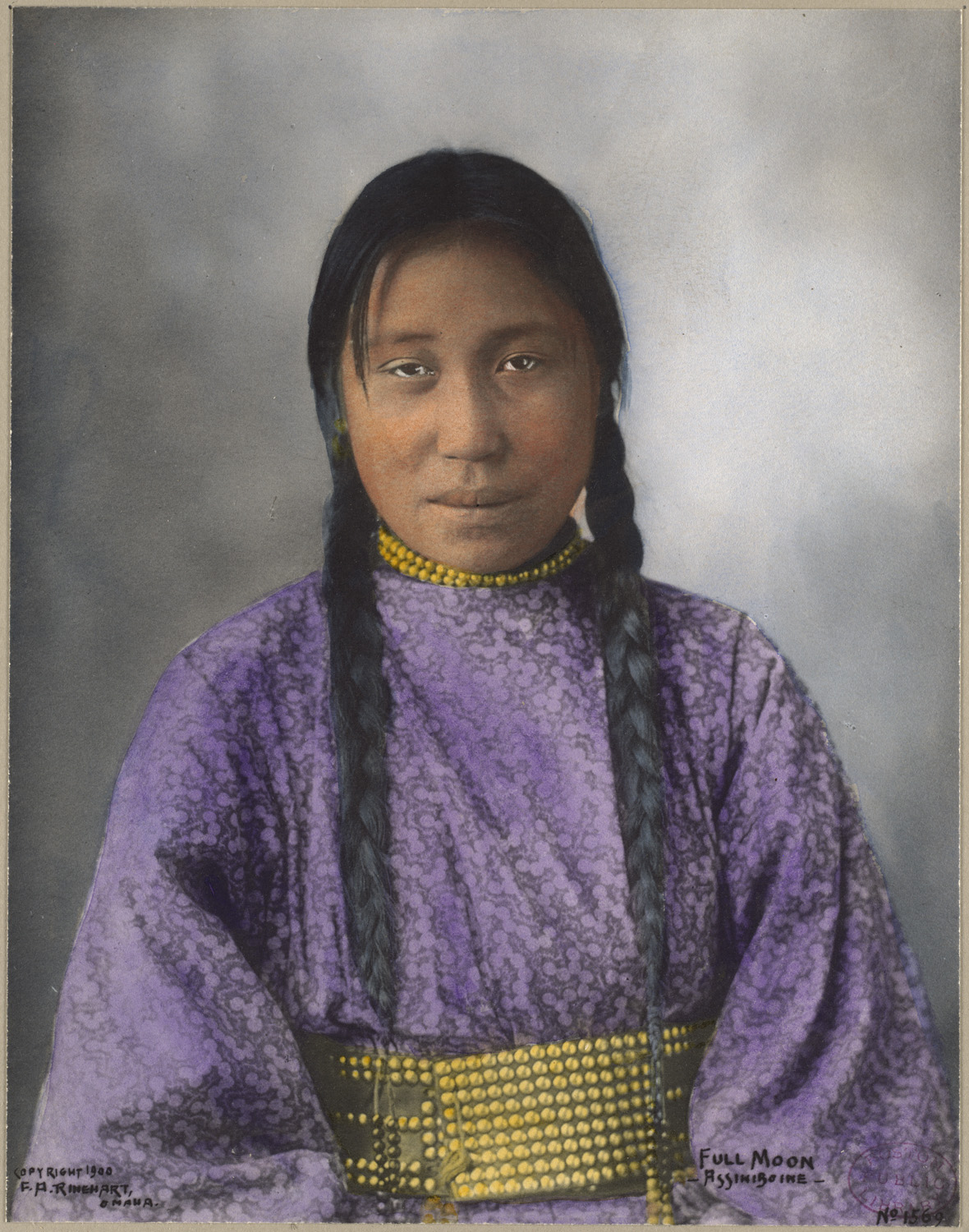
Full Moon, Assiniboine, ručně kolorovaný platinotisk, 1900
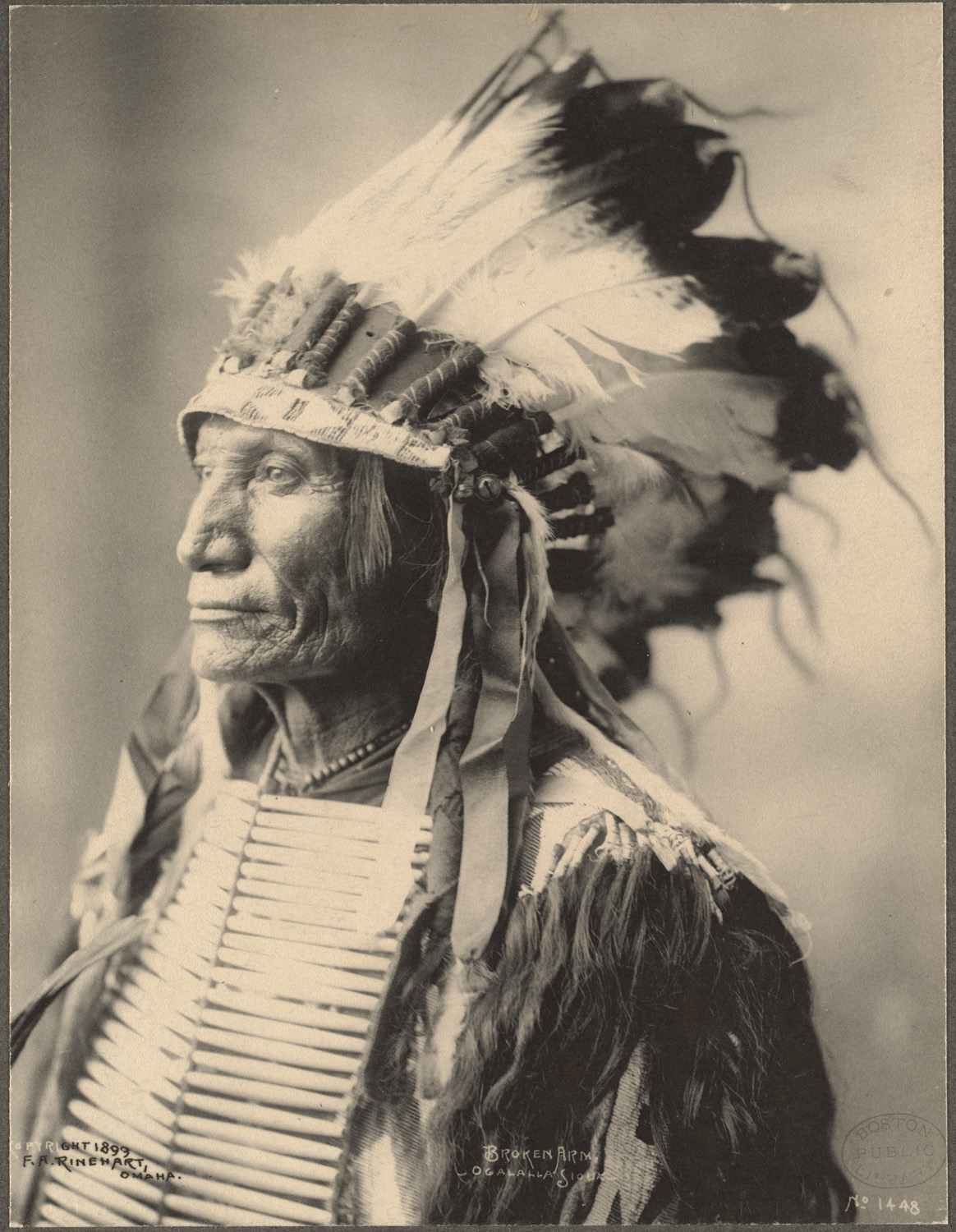
Broken Arm, Oglalla Sioux
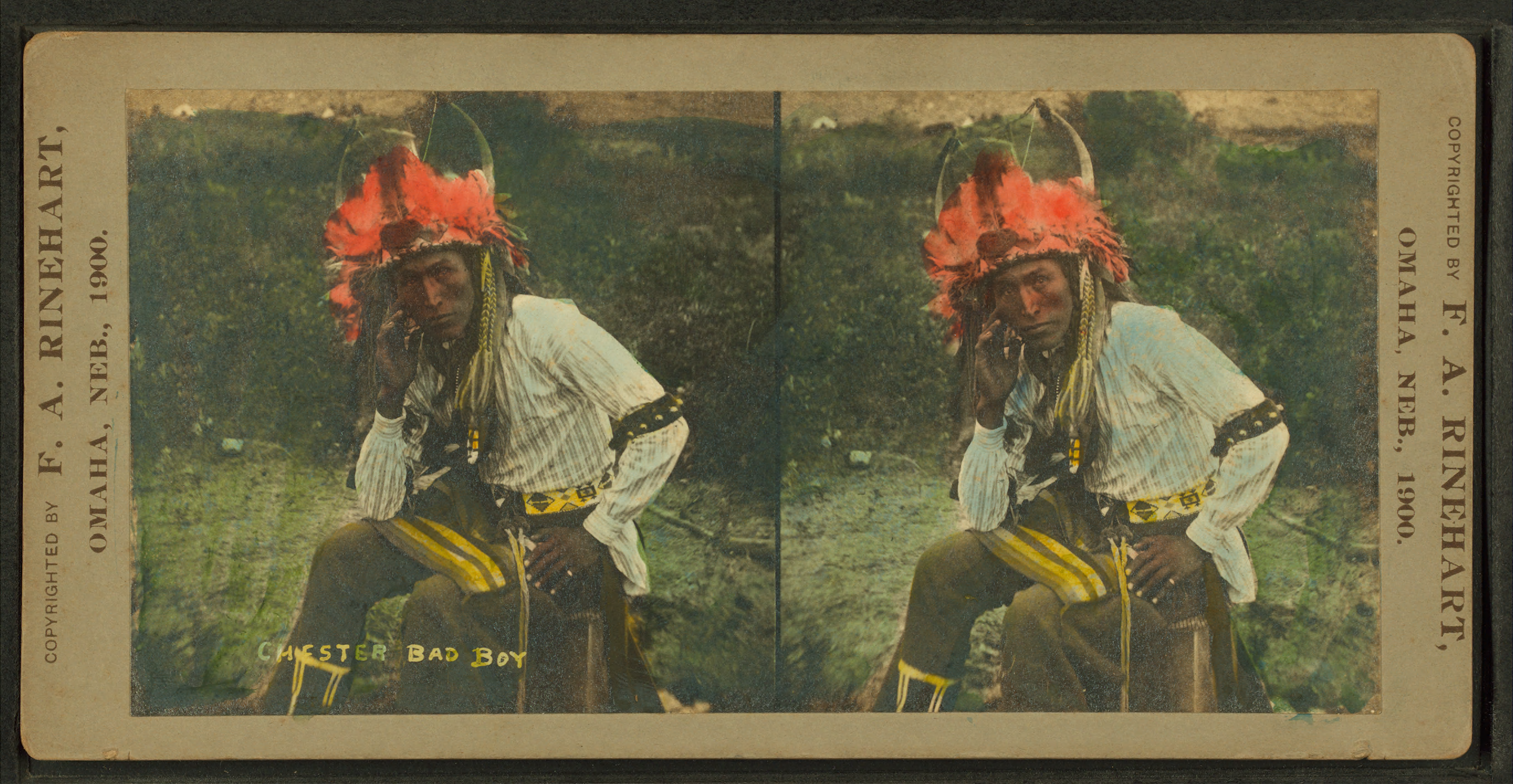
Chester bad boy, stereofotografie, 1900